# José Tomás Ovalle
José Tomás Ovalle y Bezanilla (Santiago, 27 december 1787 – aldaar, 21 maart 1831) was een Chileens staatsman. Hij was tweemaal (1829-1830, 1830-1831) provisioneel president van Chili.

## Biografie
Hij was de zoon van Vicente María de Ovalle Guzmán en María del Rosario Bezanilla y Noriega en stamde uit een invloedrijke en aristocratische familie. Na zijn middelbare school werd hij in 1809 als student rechten toegelaten tot de Koninklijke Universiteit San Felipe. Op 1 april 1812 trouwde hij met zijn nicht, Rafaela Bezanilla Bezanilla, bij wie hij elf kinderen had. Na zijn studie wijdde hij zich aan het beheer van de landgoederen van de familie.
Ovalle speelde een belangrijke politieke rol tijdens de beginjaren van de republiek Chili. Hij werd in 1823 in de Kamer van Afgevaardigden gekozen. Een jaar later werd hij senator. Hij was tevens lid van de assemblée van de provincie Santiago. Hij bekleedde enige tijd het vicevoorzitterschap van dit orgaan.
Tijdens de Burgeroorlog van 1829-1830 tussen de liberale federalisten en de conservatieve centralisten nam hij als conservatief gelegeerde deel aan het Congres van Gevolmachtigden (Congreso de Plenipotenciarios) en viel op vanwege zijn verzoenende houding. Op 24 december 1829 werd hij door het Congres van Gevolmachtigden gekozen tot president van de junta van de regering van Chili (Junta de Gobierno de Chile). Ovalle vormde een interim-regering waarin zowel liberalen als conservatieven zitting hadden. Hij droeg het Congres voorbereidingen te treffen voor de herziening van de grondwet.
Nadat er een overeenkomst was gesloten tussen de strijdende partijen droeg Ovalle zijn regeringsbevoegdheden over aan Francisco Ruiz-Tagle, die het ambt van voorlopig president op zich nam. Ovalle bleef als vicepresident deel uitmaken van de regering.
Vanwege een conflict met zijn ministers legde Ruiz-Tagle na zes weken, op 31 maart 1830, reeds zijn ambt neer en op 1 april wordt Ovalle tot president van Chili gekozen. De werkelijke machthebber in het land was zijn minister van Binnenlandse Zaken Diego Portales, die ook de portefeuilles van Buitenlandse Zaken en Oorlog en Marine beheerde. Op 17 april werd de laatste grote veldslag van de burgeroorlog, de Slag bij Lircay, uitgevochten en werden de liberale federalisten definitief verslagen. President Ovalle benoemde generaal José Joaquín Prieto, de bevelhebber van de conservatieve centralisten, tot opperbevelhebber van het leger. Op 17 mei tekenden de federalisten en centralisten een vredesverdrag dat formeel een einde maakte aan de burgeroorlog en tevens het einde inluidde van de liberale dominantie van het afgelopen decennium. Generaal Ramón Freire, de leider van de federalisten, moest in ballingschap.
Tijdens zijn bewind als president schafte Ovalle de grondwet van 1828 af en trof voorbereidingen voor het opstellen van een nieuwe constitutie. Ook gaf hij de Rooms-Katholieke Kerk haar bezittingen terug die de voorgaande regeringen haar hadden afgenomen. Aan zijn presidentschap kwam echter snel een einde: sinds enige tijd leed Ovalle aan tuberculose en hoewel hij probeerde zijn werkzaamheden voort te zetten, werd hij steeds zieker. Op 8 maart 1831 trad hij als president af. Het Congres benoemde Fernando Errázuriz tot zijn opvolger. Ovalle overleed veertien dagen later.

## Samenstelling kabinet
| Ministerie (Presidentschap van José Tomás Ovalle) | Naam/Periode                                                                               |
| ------------------------------------------------- | ------------------------------------------------------------------------------------------ |
| Binnen- en Buitenlandse Zaken                     | Mariano Egaña (1830) Diego Portales (1830-1831)                                            |
| Financiën                                         | Juan Francisco Meneses Echanes (1830) Manuel Rengifo Cárdenas (1830-1835)                  |
| Oorlog en Marine                                  | Diego Portales Palazuelos (1830-1831) José María de la Cruz (1831) Bartolomé Mujica (1831) |

## Familie
Het geslacht Ovalle is adellijk en komt uit Castilië en León, een regio in Spanje. Francisco Rodríguez del Manzano y Ovalle (1567-ca. 1649), vestigde zich in de zeventiende eeuw in Zuid-Amerika en werd begraven in de Kathedraal van Santiago.
Uit zijn huwelijk met Rafaela Bezanilla Bezanilla kwamen onder anderen voort: Francisco Javier Ovalle Bezanilla (1816-1873), advocaat en politicus en Rafael Faustino Ovalle Bezanilla (1821-?), politicus.